# 20571 Tiamorrison
20571 Tiamorrison (1999 RA135) là một tiểu hành tinh vành đai chính được phát hiện ngày 9 tháng 9 năm 1999 bởi Nhóm nghiên cứu tiểu hành tinh gần Trái Đất phòng thí nghiệm Lincoln ở Socorro.